# Associazione Calcio Carpenedolo
Maillots
L’Associazione Calcio Carpenedolo était un club italien de football. Il est basé à Carpenedolo dans la province de Brescia, en Lombardie. En 2009-10, il évolue en Ligue Pro Deuxième Division. En 2012, il devient le Football Club Atletico Montichiari en reprenant les titres sportifs et les couleurs du Montichiari.

## Historique
- 1957 - fondation du club
- 2012, transfert à Montechiari